# Taljasjön
Taljasjön är en sjö i Flens kommun i Södermanland och ingår i Nyköpingsåns huvudavrinningsområde. Sjön är 17,5 meter djup, har en yta på 0,31 kvadratkilometer och befinner sig 25,3 meter över havet.

## Delavrinningsområde
Taljasjön ingår i det delavrinningsområde (655079-154444) som SMHI kallar för Utloppet av Orrhammaren. Medelhöjden är 35 meter över havet och ytan är 10,93 kvadratkilometer. Räknas de 19 avrinningsområdena uppströms in blir den ackumulerade arean 167,06 kvadratkilometer. Hedenlundaån som avvattnar avrinningsområdet har biflödesordning 3, vilket innebär att vattnet flödar genom totalt 3 vattendrag innan det når havet efter 70 kilometer. Avrinningsområdet består mestadels av skog (30 procent), öppen mark (17 procent) och jordbruk (14 procent). Avrinningsområdet har 2,3 kvadratkilometer vattenytor vilket ger det en sjöprocent på 21 procent. Bebyggelsen i området täcker en yta av 1,8 kvadratkilometer eller 16 procent av avrinningsområdet.